# Cầu Làng Giàng
Cầu Làng Giàng là một cây cầu bắc qua sông Hồng đang trong quá trình thi công xây dựng, nối thành phố Lào Cai và huyện Bảo Thắng, tỉnh Lào Cai, Việt Nam.
Đây là cây cầu thứ năm bắc qua sông Hồng trên địa bàn thành phố Lào Cai. Cầu kết nối phường Xuân Tăng ở phía nam thành phố với xã Thái Niên thuộc huyện Bảo Thắng.
Cầu Làng Giàng được xây dựng vĩnh cửu bằng bê tông cốt thép và bê tông cốt thép dự ứng lực. Cầu có chiều dài 438 m, gồm 7 nhịp, rộng 12 m.
Công trình có tổng mức đầu tư hơn 258 tỷ đồng, được khởi công xây dựng vào ngày 14 tháng 10 năm 2020.

## Cầu Làng Giàng cũ (1962–1979)
Sau khi miền Bắc được giải phóng, vào năm 1955, mỏ apatit Cam Đường được khôi phục sản xuất. Một tuyến đường sắt kết nối từ khu mỏ đến ga Làng Giàng thuộc tuyến Hà Nội - Lào Cai được mở để phục vụ cho việc chuyên chở quặng, trên tuyến có cây cầu đường sắt Làng Giàng vượt sông Hồng 22°25′45″B 104°02′29″Đ / 22,42914°B 104,041526°Đ được xây dựng với sự hỗ trợ của các chuyên gia Trung Quốc. Cầu dài 230 m, hai bên có đường dành cho xe thô sơ và người đi bộ. Vào ngày 23 tháng 9 năm 1958, trong chuyến thăm tỉnh Lào Cai, Chủ tịch Hồ Chí Minh đã ghé công trường xây dựng cầu Làng Giàng.
Cầu được đưa vào sử dụng từ năm 1962 và là một trong những cây cầu huyết mạch của tỉnh Lào Cai lúc bấy giờ. Tuy nhiên, vào đầu năm 1979, cầu đã bị phá sập hoàn toàn trong chiến tranh biên giới Việt–Trung.